# Cristobal and the Sea
Cristobal and the Sea ist eine Folk-Rock-Band aus London, England.

## Geschichte
Die vier Band-Mitglieder Alejandro Romero (Bass, Gesang), João Seixas (Gesang, Gitarre), Leïla Séguin (Flöte, Gesang) und Joshua Oldershaw (Schlagzeug) stammen aus Spanien, Portugal, Frankreich (Korsika) und Großbritannien. Sie lernten sich während des Studiums an der Loughborough University kennen. Ihre erste EP Peach Bells wurde im Dezember 2014 bei City Slang veröffentlicht. Produziert wurde das Debüt von Rusty Santos, der bereits für Animal Collective, Vashti Bunyan und Grizzly Bear gearbeitet hat.

## Stil
Der musikalische Stil wird vor allem von den verschiedenen kulturellen Einflüssen und Ideen geprägt. Musikalisch lässt sich die Band in den Richtungen Folk-Rock, Americana und Easy Listening einordnen – mit hörbaren Anlehnungen an Fleet Foxes, Beach Boys, The Mamas and the Papas und Fleetwood Mac.
Neben englischsprachigen Songs verfasst die Band auch Texte in portugiesischer und spanischer Sprache.

## Diskografie
- 2014: Peach Bells (EP)
- 2015: Sugar Now (LP)
- 2017: Exitoca (LP)